# إم. جي. كليري
إم. جي. كليري هو شخصية أعمال وسياسي أمريكي، ولد في 23 سبتمبر 1877، وتوفي في 23 فبراير 1947 في ميلواكي في الولايات المتحدة. نشط حزبياً في الحزب الجمهوري. وقد انتخب عضو جمعية ولاية ويسكونسن ‏.